# Flagy (Saône-et-Loire)
Flagy é uma comuna francesa na região administrativa de Borgonha-Franco-Condado, no departamento Saône-et-Loire. Estende-se por uma área de 8,4 km². Em 2010 a comuna tinha 180 habitantes (densidade: 21,4 hab./km²).